# Jonas Ecker
Jonas Wolfgang Ecker (26 de octubre de 2002) es un deportista estadounidense que compite en piragüismo en la modalidad de aguas tranquilas. En los Juegos Panamericanos de 2023 obtuvo dos medallas, plata en K1 1000 m y bronce en K2 500 m.

## Palmarés internacional
| Juegos Panamericanos | Juegos Panamericanos | Juegos Panamericanos | Juegos Panamericanos |
| Año                  | Lugar                | Medalla              | Competición          |
| -------------------- | -------------------- | -------------------- | -------------------- |
| 2023                 | Santiago (Chile)     | Medalla de plata     | K1 1000 m            |
| 2023                 | Santiago (Chile)     | Medalla de bronce    | K2 500 m             |